# Flying Heritage & Combat Armor Museum
Pour les articles homonymes, voir Collection et Paul Allen.
Le Flying Heritage & Combat Armor Museum (FHCAM) est un musée aéronautique militaire privé et un musée de guerre de la Seconde Guerre mondiale, de l'aéroport du Paine Field, à Everett dans l'État de Washington aux États-Unis. Il est fondé et inauguré en 2004 par le milliardaire américain Paul Allen (1953-2018), cofondateur de Microsoft en 1975 avec Bill Gates,.

## Historique

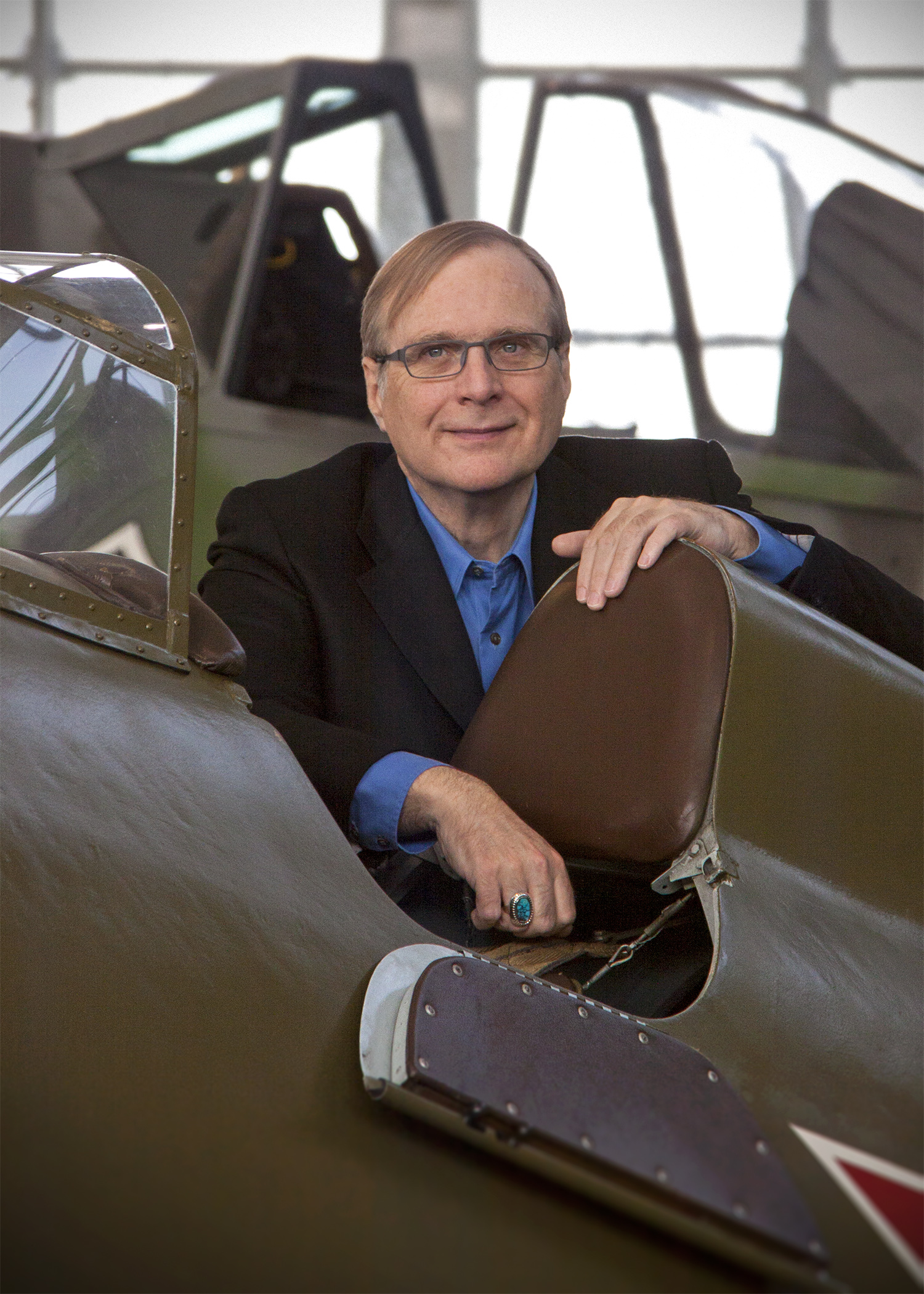
Paul Allen, en 2013.

Paul Allen (1953-2018), cofondateur avec Bill Gates de Microsoft en 1975, passionné d'histoire et d’aéronautique, a constitué et restauré à partir de 1998 une importante collection d'avions militaires en particulier de la Seconde Guerre mondiale.
Il fonde ce musée en 2004 sur l'aéroport d'Arlington (en), transféré en 2008 sur l'aéroport du Paine Field d'Everett (à 50 km au nord de Seattle) dans 3 hangars de 7 000 m², avec surfaces d'expositions et atelier de restauration. Des avions restaurés en état de vol d'origine participent régulièrement à des meetings aériens.    
Cette collection est constituée d'une vingtaine d'avions en état de vol d'origine et d'une cinquantaine d'avions exposés endommagés, avec en particulier des Chance Vought F4U Corsair, P-47 Thunderbolt, Curtiss P-40 Warhawk, Hawker Hurricane, Grumman F6F Hellcat, Lockheed P-38 Lightning, Bell UH-1 Iroquois, de Havilland DH.98 Mosquito, North American B-25 Mitchell, Avro Lancaster, Boeing B-17 Flying Fortress, Junkers Ju 87, Focke-Wulf Fw 190, Messerschmitt Bf 109, Messerschmitt Me 262, Messerschmitt Me 163 Komet, Mitsubishi A6M Zero, Polikarpov Po-2, Iliouchine Il-2, missile V1, Fieseler Fi 103R, missile V2, bombes atomiques Little Boy et Fat Man,,…

Quelques modèles exposés
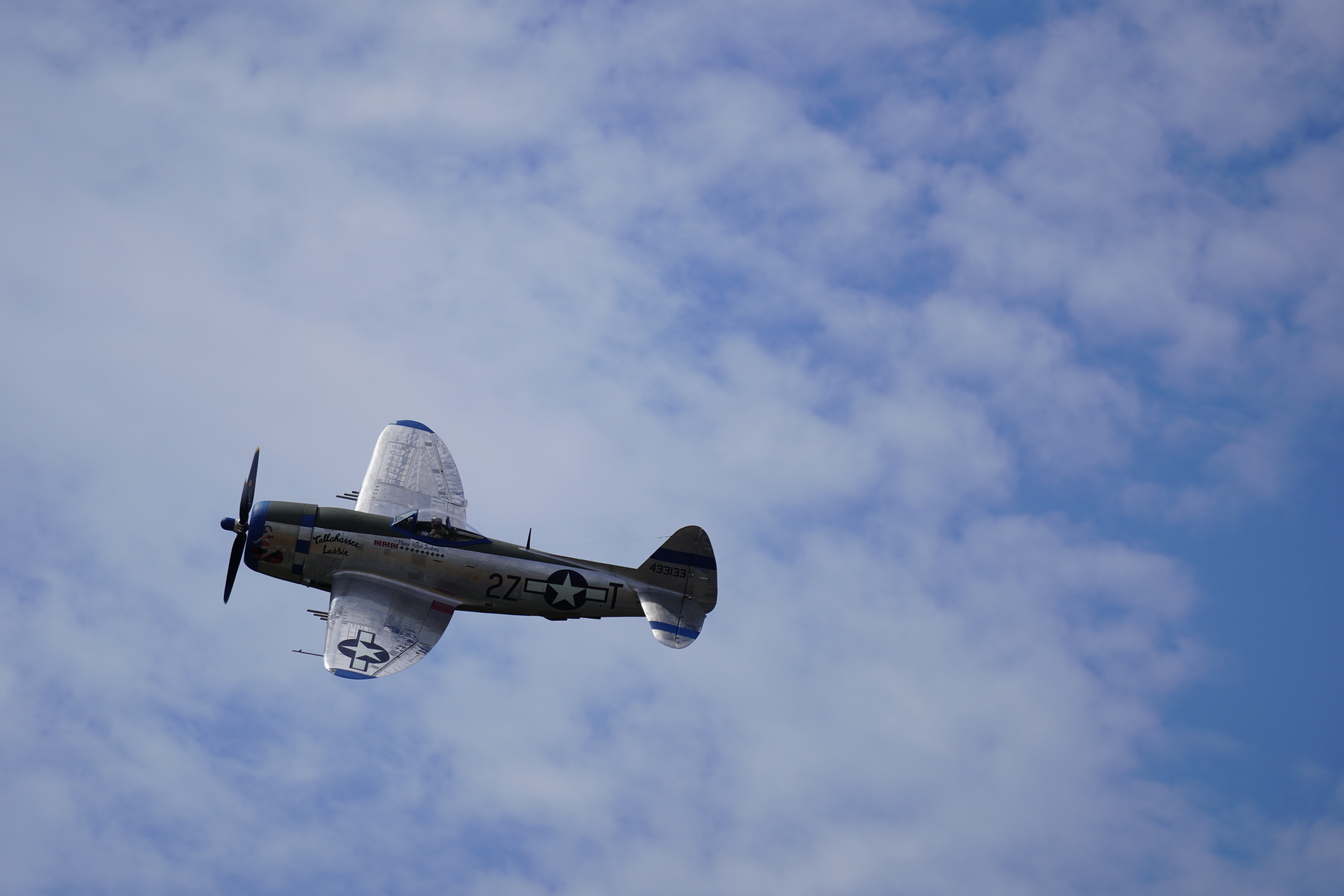
P-47 Thunderbolt américain.
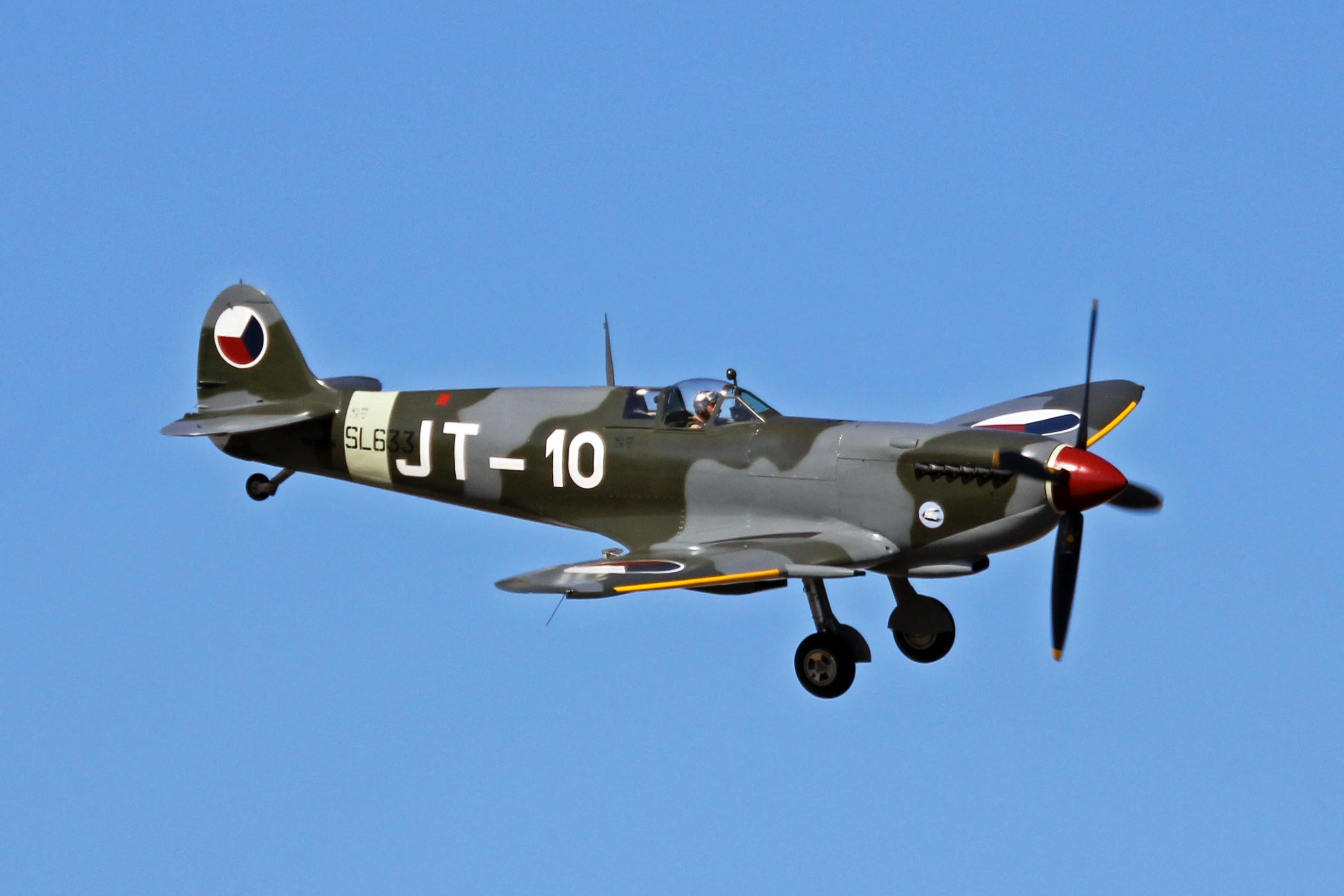
Supermarine Spitfire anglais.

Le musée expose également des chars et matériels de guerre de type Jeep Willys MB, M4 Sherman, T-34, Type 95 Ha-Go...
Ainsi que quelques avions d'après-guerre de type Republic F-105 Thunderchief, MiG-29, Bell X-1, SpaceShipOne et Spaceship One White Knight…

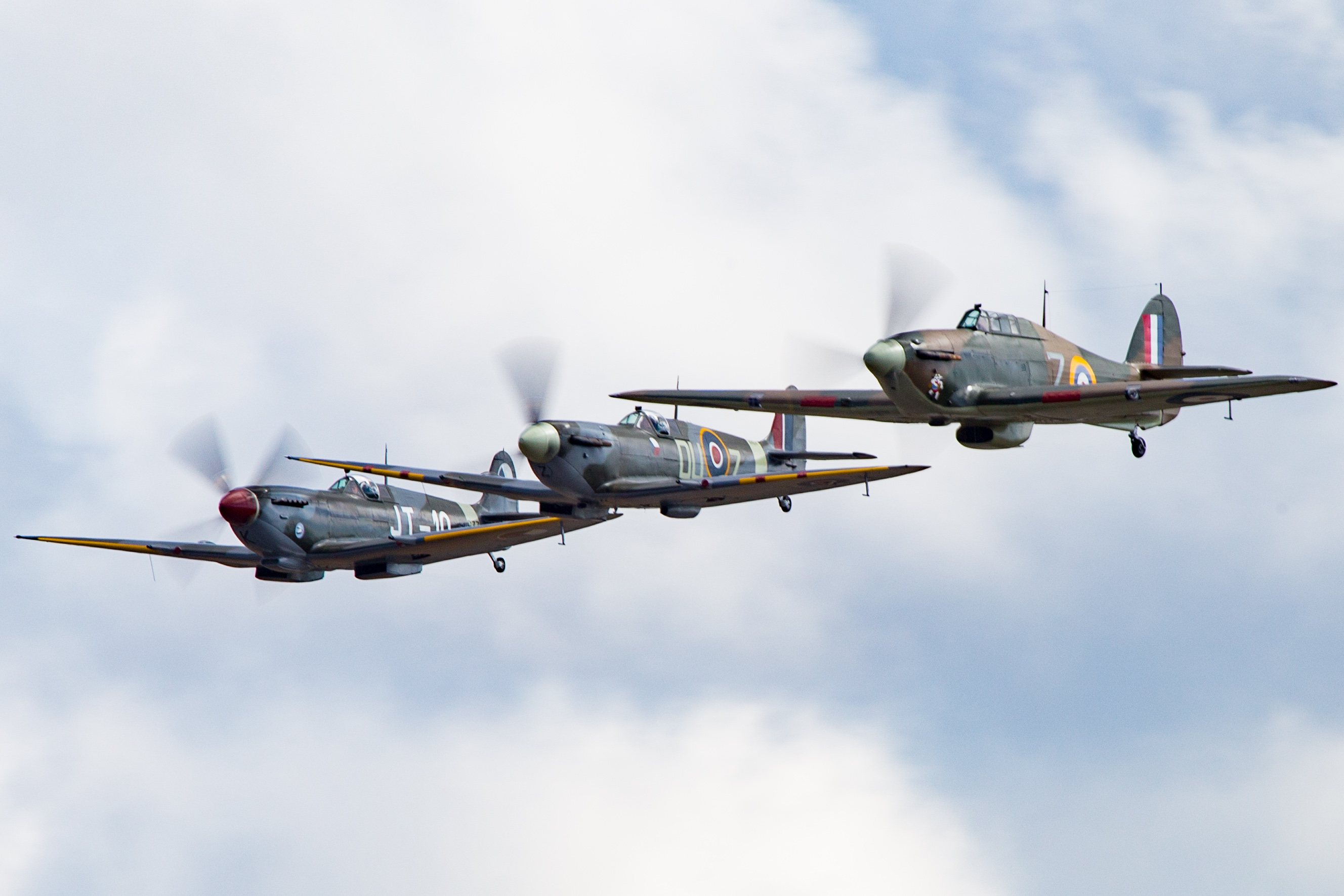
Hurricane et Spitfire.
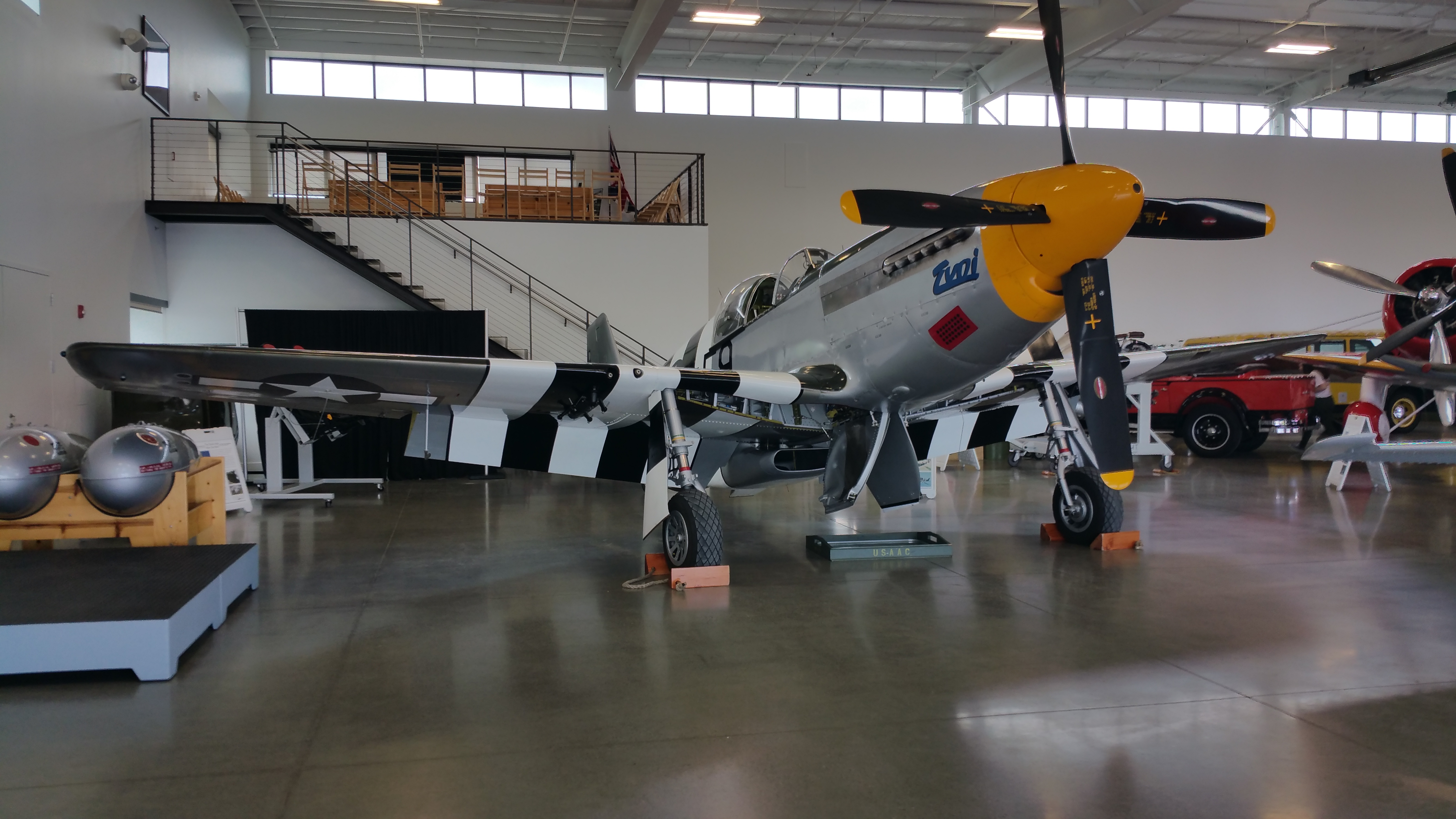
P-51 Mustang américain.
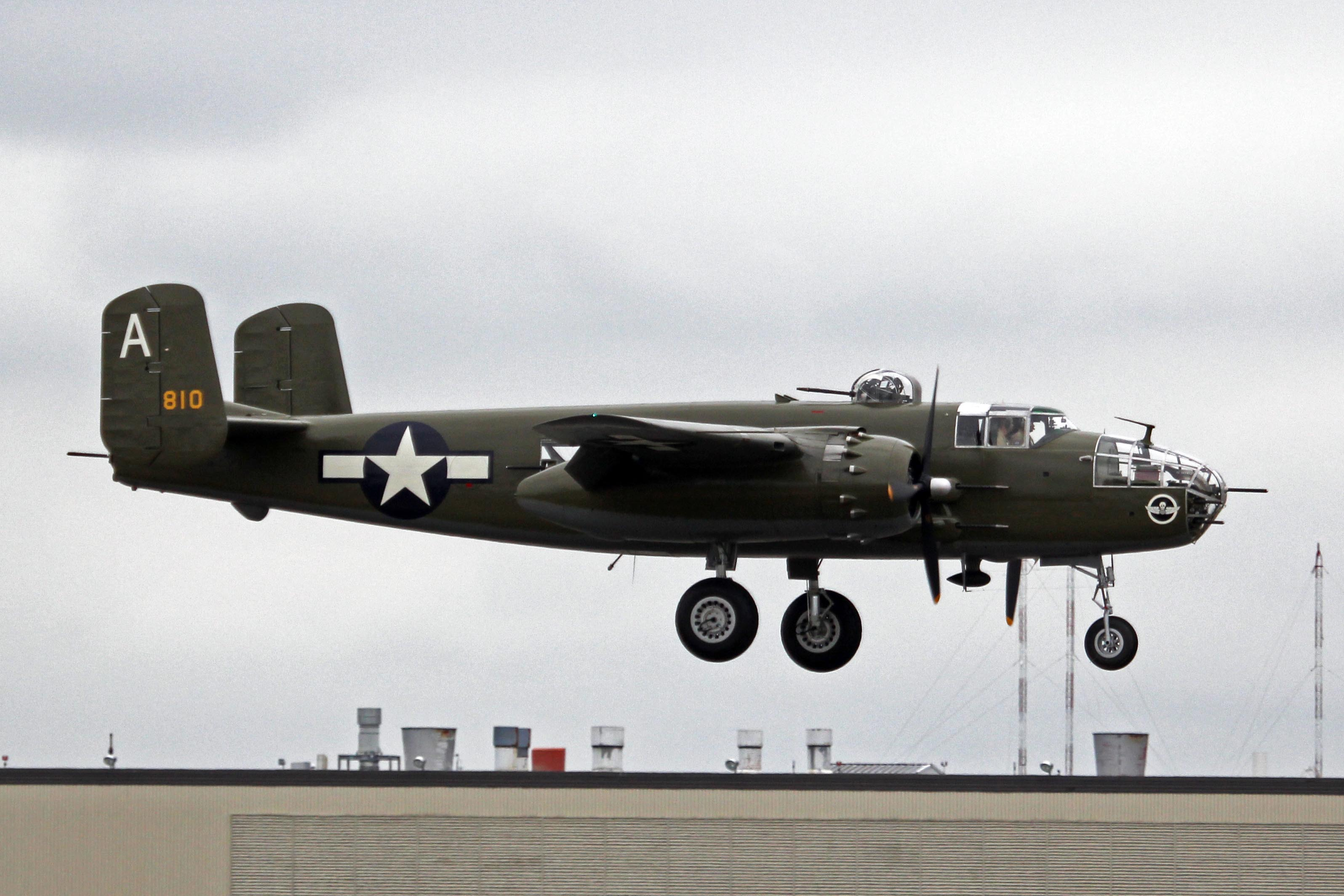
B-25 Mitchell américain.
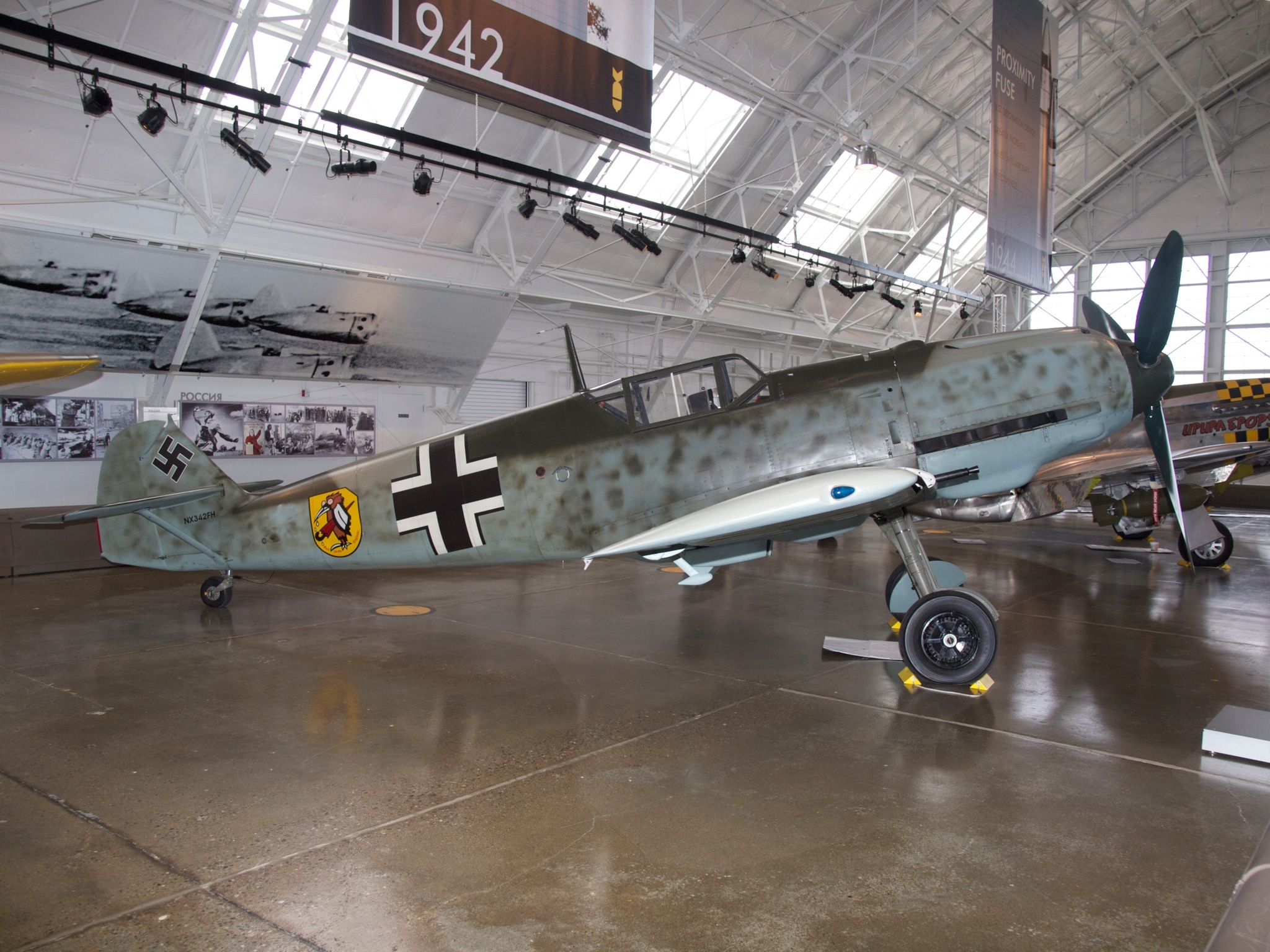
Messerschmitt Bf 109 allemand.
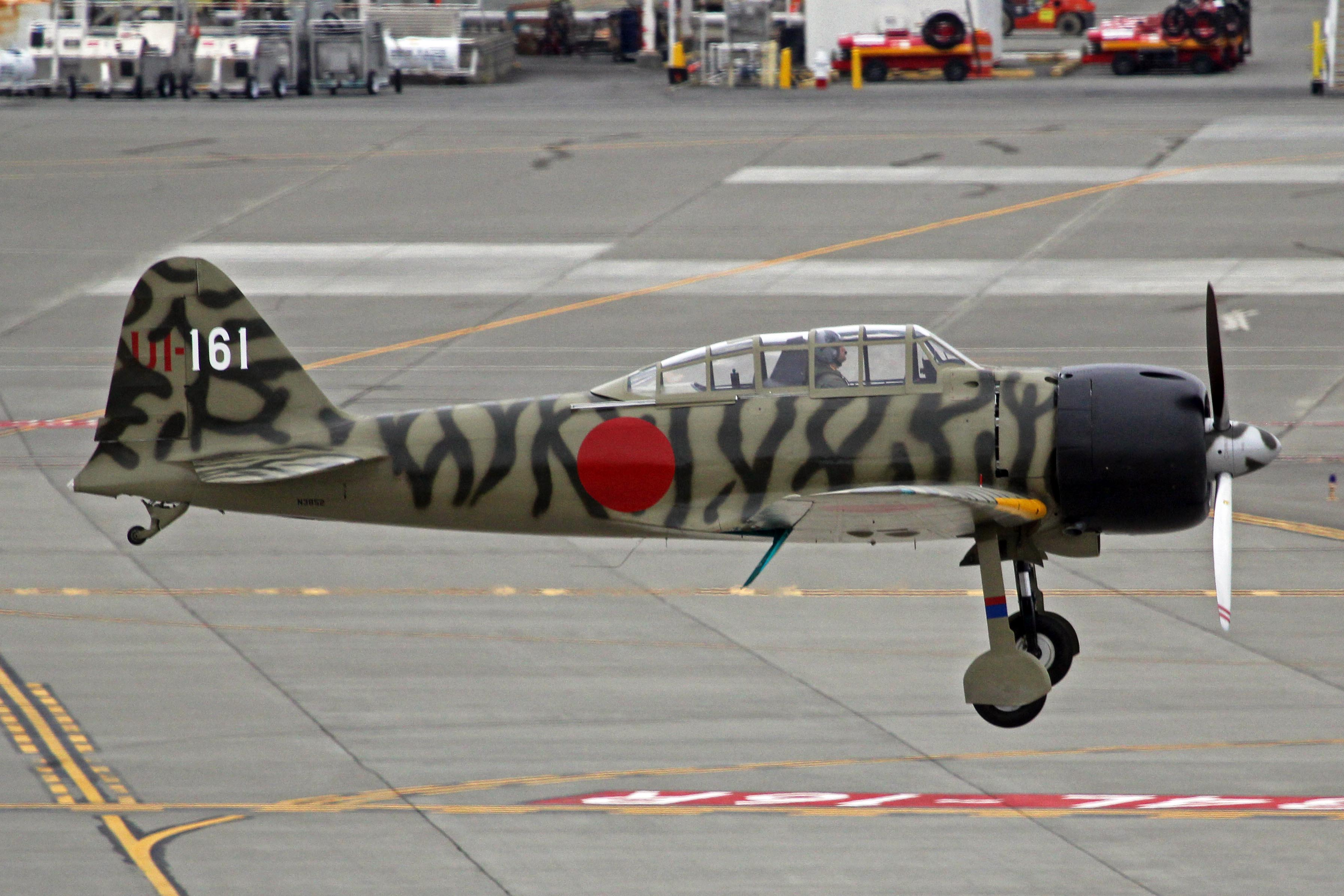
Mitsubishi A6M Zero japonais.
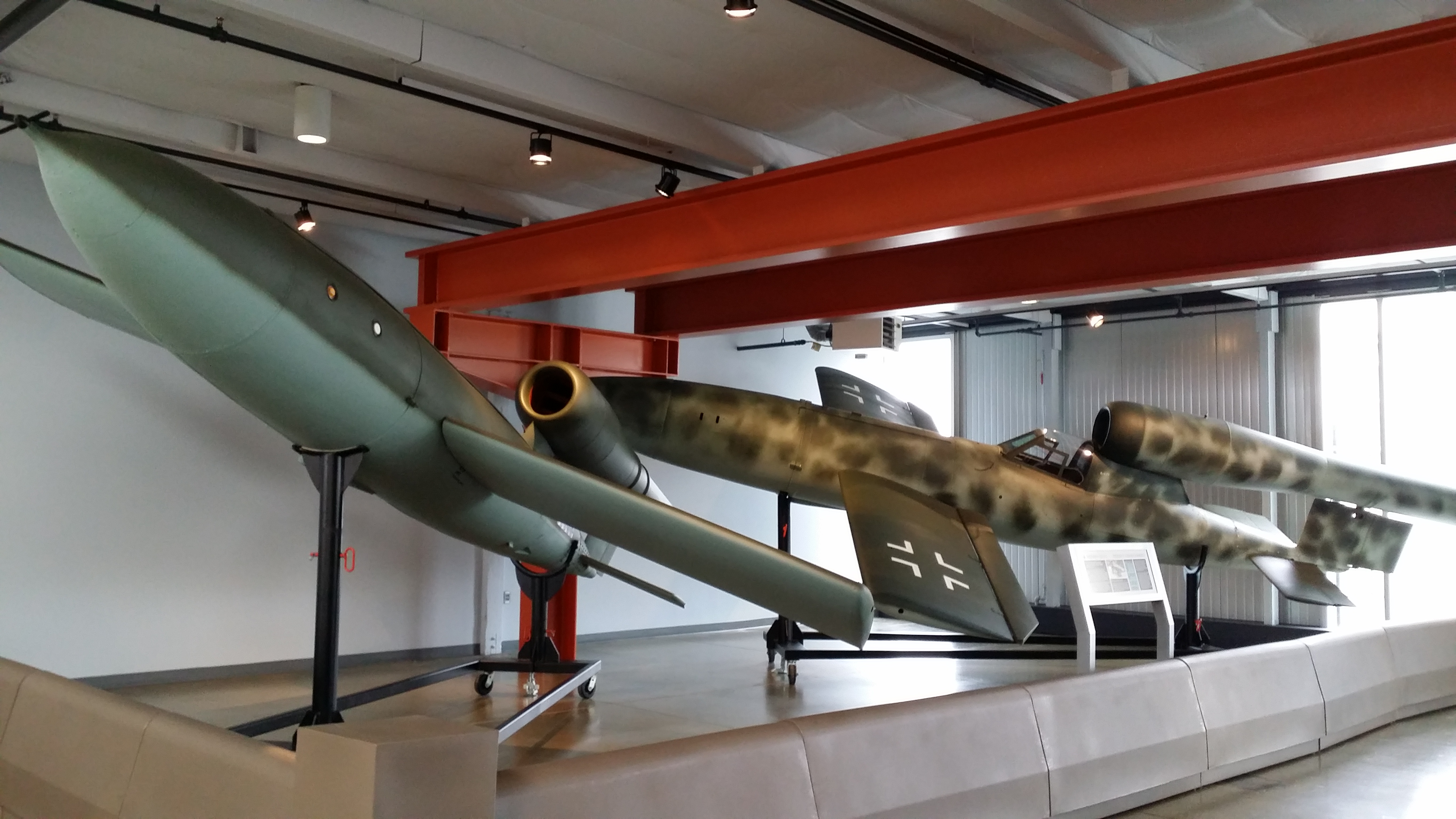
V1 et Fieseler Fi 103R allemands.
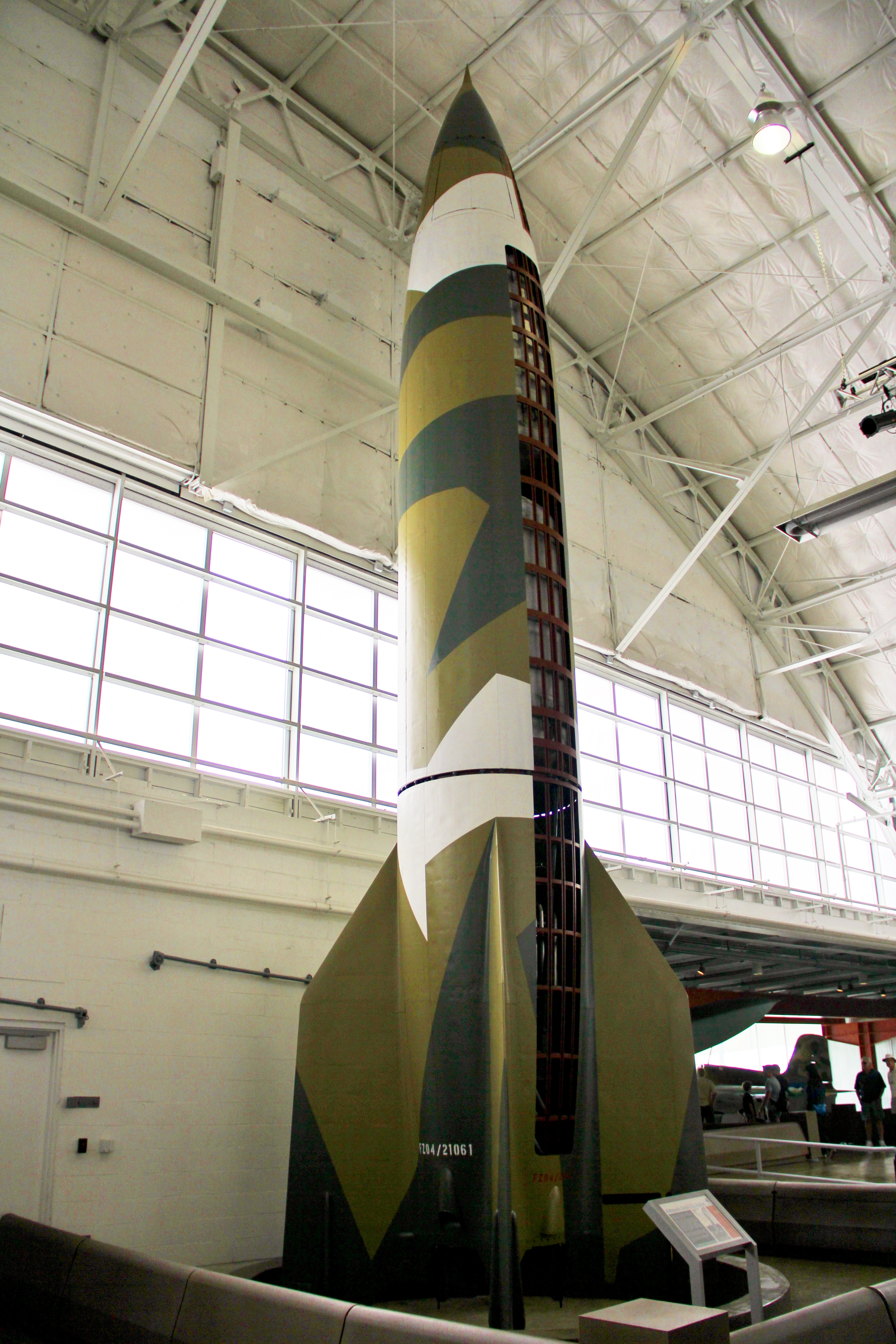
V2 allemand.
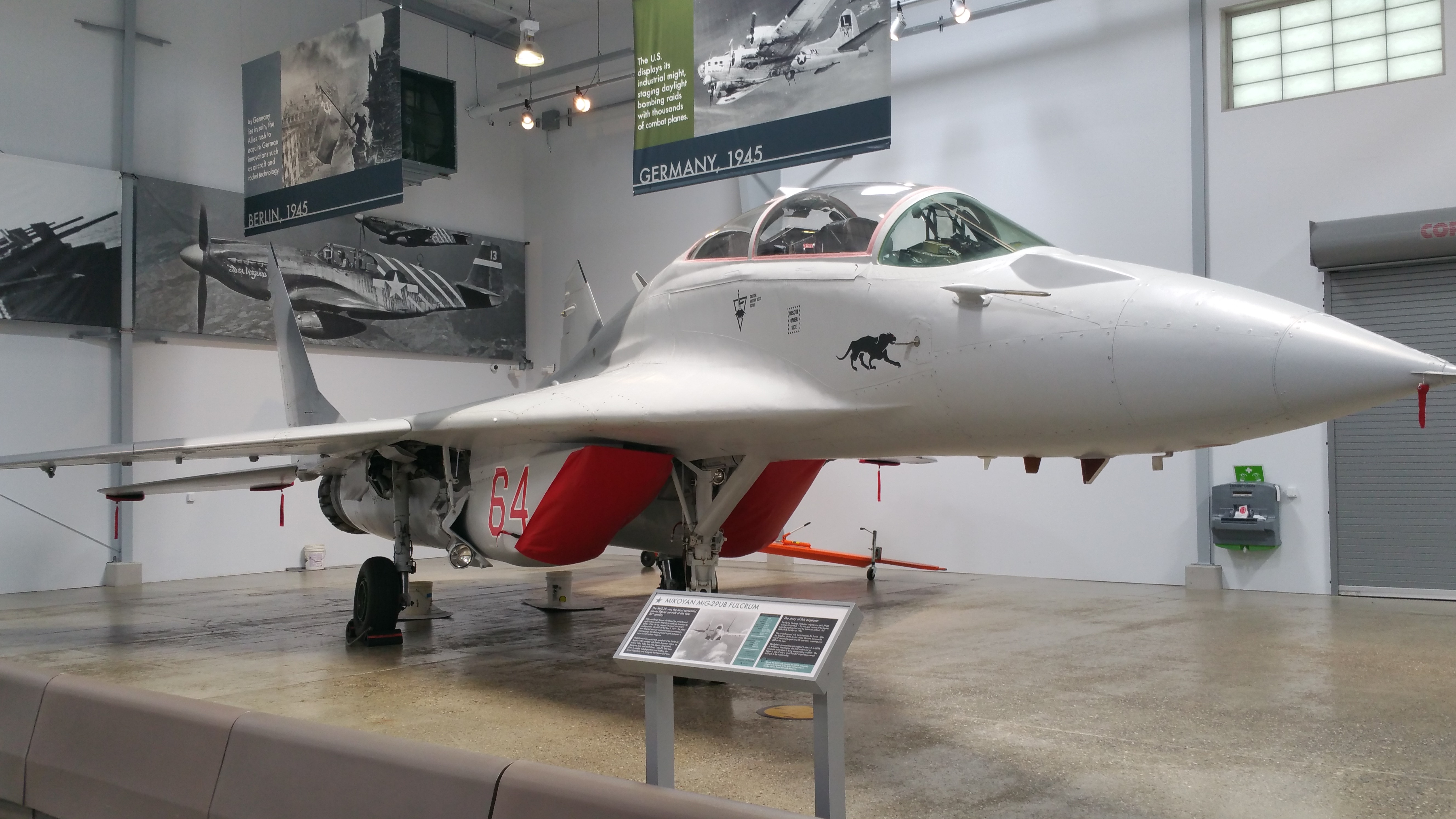
MiG-29 russe.

À la suite de la disparition de Paul Allen en 2018, le musée est acquis en 2022 par Steuart Walton (en), petit-fils héritier de Sam Walton (fondateur de la chaîne de centres commerciaux américains Walmart),,,.